# Zwischen Halbmond und Hakenkreuz
Zwischen Halbmond und Hakenkreuz (Untertitel: Die unheimliche Allianz von Islamisten, Kalten Kriegern und Ex-Nazis, ausgestrahlt von der ARD am 19. Juli 2006) ist ein Dokumentarfilm von Stefan Meining, der eine historische Verbindung zwischen dem Nationalsozialismus und islamischem Fundamentalismus aufzeigen will. Aus dieser Verbindung sei in den Nachkriegsjahren eine kleine Gemeinschaft von Muslimen in Deutschland entstanden, in der die Muslimbruderschaft Fuß gefasst habe, wodurch sich eine Basis für den politischen Islam in Europa gebildet habe.
In dem Dokumentarfilm wird u. a. über diese Personen berichtet:
- Theodor Oberländer, Bundesminister und ehemaliger Leiter des Sonderverbands Bergmann
- Gerhard von Mende, Turkologie-Professor und Mitarbeiter des Reichsministeriums für die besetzten Ostgebiete
- Said Ramadan, Vertreter der Muslimbruderschaft
- Youssef Nada, Geschäftsmann und ehemaliges Vorstandsmitglied des Moscheebauvereins München
- Ali Ghaleb Himmat, bis 2002 Imam der Münchener Moschee
- Harry Harun Behr, Konvertit, ehemaliger Mitarbeiter der Münchener Moschee und mittlerweile Professor für Islamische Religionslehre an der Friedrich-Alexander-Universität Erlangen-Nürnberg

## Druckausgabe
- Stefan Meining: Eine Moschee in Deutschland: Nazis, Geheimdienste und der Aufstieg des politischen Islam im Westen. C.H. Beck, München 2011 ISBN 3406614116. Auch als Amazon Kindle